# Le Crime de Sylvestre Bonnard (film, 1929)
Pour plus de détails, voir Fiche technique et Distribution.
Le Crime de Sylvestre Bonnard est un film français réalisé par André Berthomieu, sorti en 1929.

## Fiche technique
- Titre : Le Crime de Sylvestre Bonnard
- Réalisation : André Berthomieu
- Scénario : d'après Le Crime de Sylvestre Bonnard d'Anatole France
- Pays de production : France
- Format : Noir et blanc - 1,33:1 - Film muet
- Genre : drame
- Date de sortie : 1929

## Distribution
- Émile Matrat : Sylvestre Bonnard
- Thérèse Kolb : Thérèse
- Gina Barbieri : Mlle Préfière
- Charles Lamy : Le Mouche
- André Laurent : Gélis
- Paul Ollivier : M. de Gabry
- Germaine Noizet : Mme de Gabry
- Simone Bourday : Jeanne Alexandre
- Julien Bertheau
- Georges Deneubourg
- Gabrielle Fontan
- Jeanne Fusier-Gir